# 羽合町
羽合町（日语：／ Hawai chō */?）是日本鳥取縣東伯郡內一個已撤銷的町，面積達12.22平方公里，根據2003年10月1日的統計，人口為8,011人，在1953年4月1日由長瀨村、淺津村、橋津村和宇野村合併而成，町名源於戰國時代的地名羽合田，2004年10月1日與同郡東鄉町、泊村合併成湯梨濱町，現在分別是湯梨濱町羽合長瀨（はわい長瀬）、大字久留、水下、田後、羽合溫泉（はわい温泉）、上淺津、下淺津、南谷、光吉、橋津、上橋津、赤池和宇野。此外，羽合也是豪雪地帶和低開發地域工業開發地區，橋津和宇野則是特定農山村。

## 位置區劃
羽合町位於鳥取縣中部，東伯郡和湯梨濱町的東北部或北部，東面是泊村，隔着東鄉池是東鄉町，南面是倉吉市和東鄉町，西面是北條町，北面是日本海。羽合町原本有十二個大字，分別是位於中央的赤池、下淺津、長瀨、久留、水下、光吉、東部的南谷、南部的上淺津、西南部的田後、北部的上橋津、橋津以及東北部的宇野，後來上淺津部分地區在2000年4月28日另設大字羽合溫泉。
| 前身   | 大字     | 小字 |
| ------ | -------- | --- |
| 長瀨村 | 田後     | - 平木 - 東屋敷 - 北屋敷 - 西屋敷 - 南屋敷 - 出口 - 二之出口 （二ノ出口）、 - 二之中之掛 （二ノ中ノ掛） - 二之長砂 （二ノ長砂） - 二之內河原 （二ノ内河原） - 內河原 - 森 - 大工給 - 大俵 - 狐塚 - 長砂 - 中之掛（中ノ掛） - 二之北屋敷 （二ノ北屋敷） - 二之平木 （二ノ平木） - 二之大俵 （二ノ大俵） - 手次 - 背戶 - 外出口 - 拾坪（） - 井尻 - 藏免 - 井田 - 左右田尻 - 二之狐塚 （二ノ狐塚） - 松谷（） - 二之松谷 （二ノ松ケ谷） - 高柳 - 宮坪（） - 小砂子 - 三之大河下 （三ノ大河下） - 二之大河下 （二ノ大河下） - 三之沖河原 （三ノ沖河原） - 沖河原 - 二之沖河原 （二ノ沖河原） - 大河下 - 大田 - 高坪 - 二之大田 （二ノ大田） - 小樋口 - 二之堀（二ノ堀） - 堀 - 西屋敷 - 背戶 - 新田 - 前更 - 流田 - 三之坪（三ノ坪） |
| 長瀨村 | 長瀨     | - 東wodoro （東ヲドロ） - 西wodoro （西ヲドロ） - 五反田 - 三江（） - 三之上河原 （三ノ上河原） - 江尻 - 五之下濱 （五ノ下浜） - 御建山下 - 三之下濱 （三ノ下浜） - 下濱屋敷 - 二之古屋敷 （二ノ古屋敷） - 古屋敷 - 二之濱淵 （二ノ浜淵） - 濱淵屋敷 - 東野畑 - 村後 - 野畑屋敷 - 野畑 - 宮之前（宮ノ前） - 荒神之外 （荒神ノ外） - 二之惣田前 （二ノ惣田前） - 船津 - 和反田 - 稻島 - 八田坪（八田ケ坪） - 東上濱 - 二之千石 （二ノ千石） - 三之千石 （三ノ千石） - 四之千石 （四ノ千石） - 五之千石 （五ノ千石） - 七之千石 （七ノ千石） - 池端 - 和助前 - 新和助前 - 濱山 - 三之內千石 （三ノ内千石） - 和助北 - 新川前 - 二之新川前 （二ノ新川前） - 唐川 - 新川屋敷 - 因幡新田 - 下濱 - 二之下濱 （二ノ下浜） - 四之中濱 （四ノ中浜） - 當免 - 北寺屋敷 - 岸 - 八町 - 新川尻 - 池端 - 六之千石 （六ノ千石） - 上村後 - 高濱 - 六之中濱 （六ノ中浜） - 四之上河原 （四ノ上河原） - 五之上河原 （五ノ上河原） - 桂原 - 一之坪（一ノ坪） - 突納 - 下村後 - Nereno木 （ネレノ木） - 治右衛門河原 - 十一之千石 （十一ノ千石） - 十二之千石 （十二ノ千石） - 鱉池（） - 二之御建山下 （二ノ御建山下） - 四之下濱屋敷 （四ノ下浜屋敷） - 九之下濱 （九ノ下浜） - 二之下濱屋敷 （二ノ下浜屋敷） - 三之濱根荒神 （三ノ浜根荒神） - 濱根 - 惣田前 - 下惣田 - 下政長 - 天王 - 犬伏 |
| 長瀨村 | 久留     | - 橫道下 - 二之光吉後 （二ノ光吉後） - 三之光吉後 （三ノ光吉後） - 二之屋敷 （二ノ屋敷） - 光吉後 - 屋敷 - 前田 - 水下後 - 河原田 - 船津 - 樋口下 - 三之前田 （三ノ前田） |
| 長瀨村 | 水下     | - 角田 - 堀田 - 前田 - 河原田 - 栗坪 |
| 淺津村 | 上淺津   | - 龍神 - 出口 - 二之中島 （二ノ中島） - 中島 - 一之屋敷 （一ノ屋敷） - 二之屋敷 （二ノ屋敷） - 三之屋敷 （三ノ屋敷） - 四之屋敷 （四ノ屋敷） - 古屋敷 - 柳原 - 二之柳原 （二ノ柳原） - 三之柳原 （三ノ柳原） - 黑田 - 井料田 - 二之井料田 （二ノ井料田） - 隈黑田 - 穴以後 - 堂之本（堂ノ本） - 湯神 - 五之坪（五ノ坪） - 雨龍土 - 二之雨龍土 （二ノ雨龍土） - 石指 - 九之坪（九ノ坪） - 餅坪（） - 三實（） - 二之餅坪 （二ノ餅ケ坪） - 七反坪（七反ケ坪） - 京丸 - 上船木 - 下船木 - 井作 - 四之坪（四ノ坪） - 濱田 - 木笠 - 上松無 - 松無 |
| 淺津村 | 下淺津   | - 鍛冶屋 - 澤屋敷 - 味噌之隈 （味噌ノ隈） - 北屋敷 - 神田分 - 為刈 - 柳 - 井元 - 村西 - 中屋敷 - 南屋敷 - Itsu又（イツ又） - 船寄 - 下大坪 - 上大坪 - 問寄 - 當蓮 - 藪 - 辨慶 - 樋口（） - 片颪 |
| 淺津村 | 光吉     | - 茅見堂 - 二之屋敷 （二ノ屋敷） - 三之屋敷 （三ノ屋敷） - 四之屋敷 （四ノ屋敷） - 五之屋敷 （五ノ屋敷） - 知光 - 鳴瀧 - 淺津 - 南津 - 宮代 - 菅町 - 九田坪（九田ケ坪） - 屋敷 - 廻 - 一枚河原 - 下（） |
| 淺津村 | 南谷     | - Hijiri（ヒジリ） - 下村之內 （下村ノ内） - 若山 - 上村之內 （上村ノ内） - 川向 - 勝負谷 - 奧谷 - 谷 - 丁田 - 漆原 - 中島 - 中澤 - 外隅 - 隅之內（隅ノ内） - 東澤 - 大外 - 大場 - 大上 - 新林 - 助七峯（助七ノ峯） - 大山谷 |
| 上淺津 | 羽合溫泉 | - 濱田 - 雨龍土 - 石指 - 三之餅坪 （三ノ餅ケ坪） - 稻平 - 明德 - 濱田 - 宮之本（宮ノ本） - 二之宮之本 （二ノ宮ノ本） - 二之濱田 （二ノ浜田） |
| 橋津村 | 上橋津   | - 丁床 - 二之丁床 （二ノ丁床） - 堂之前（堂ノ前） - 見込谷 - 前田 - 堂之奧（堂ノ奥） - 村之內（村ノ内） - 二之村之內 （二ノ村ノ内） - 後谷 - 西之下（西ノ下） - 本丸 - 御藏之上 （御蔵ノ上） - 手崎 - 堂之前（堂ノ前） - 高平（） |
| 橋津村 | 赤池     | - 上通 - 柳原 - 古堂 - 墓廻 - 前田 - 彥三郎田 - 本之土井 （本ノ土井） - 四郎三堀 - 三石（） - 河端 - 中之坪（中ノ坪） - 下河原 |
| 橋津村 | 橋津     | - 三之大繩 （三ノ大縄） - 大繩 - 二之大繩 （二ノ大縄） - 根瀧 - 二之濱屋敷 （二ノ浜屋敷） - 濱屋敷 - 拾之屋敷 （拾ノ屋敷） - 宮之上（宮ノ上） - 九之屋敷 （九ノ屋敷） - 寺前 - 三之屋敷 （三ノ屋敷） - 岡之上（岡ノ上） - 御藏廻 - 大下（） - 二之下河原 （二ノ下河原） - 古道下 - 下河原 - 二之樋口下 （二ノ樋口下） |
| 橋津村 | 宇野     | - 西又二 - 下大田 - 磯泙 - 坂根 - 西峯 - 濱屋敷 - 東屋敷 - 石脇 - 谷尻 - 下後谷 - 乳母谷（乳母ケ谷） - 西屋敷 |

## 地理

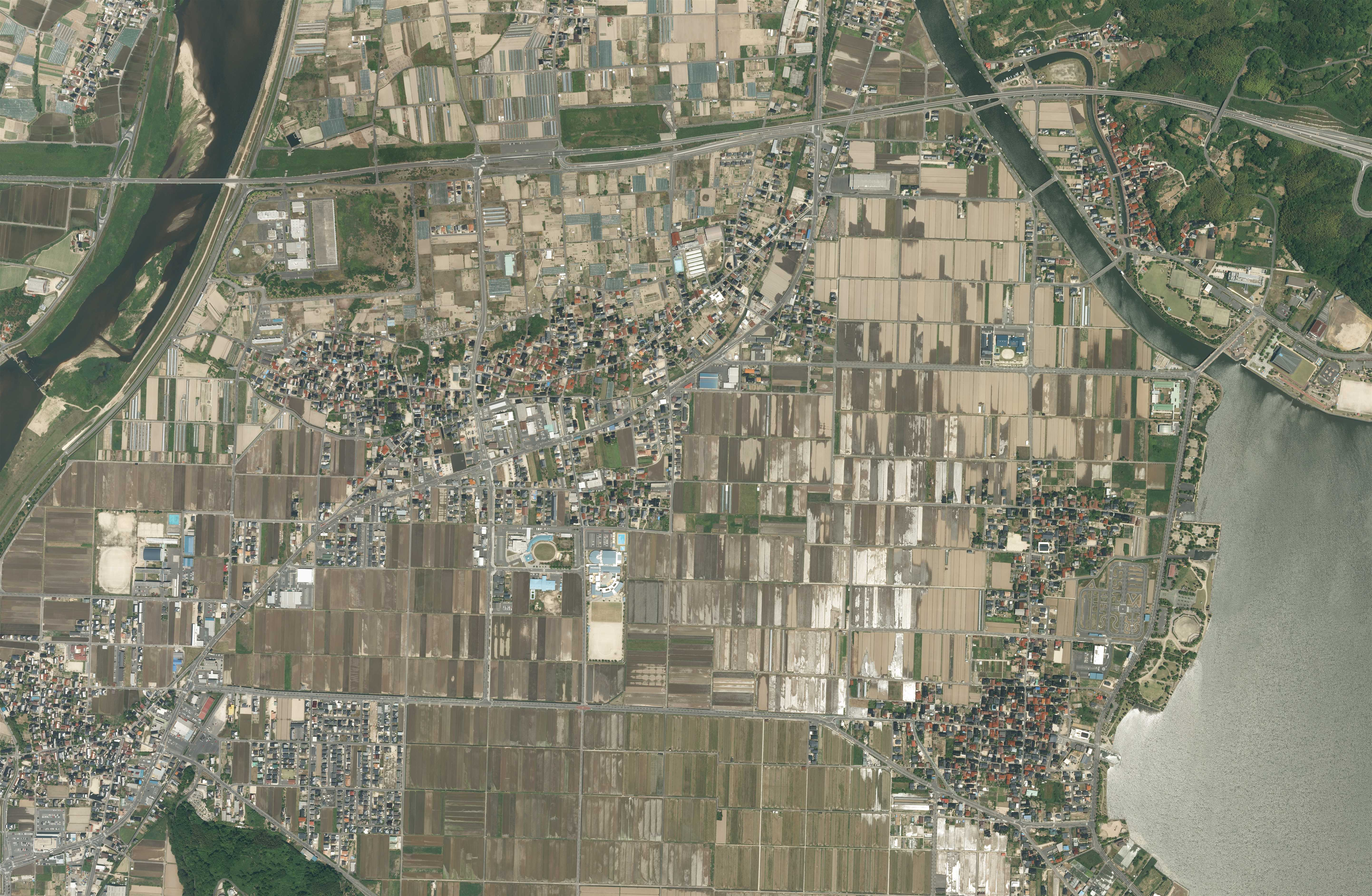
羽合的航拍圖。中央部分是長瀨、久留和水下，東部從北至南是橋津、赤池、光吉、下淺津和上淺津，南部、西部和北部是長瀨，西南部是田後。西面河流是天神川，東面河流是橋津川，東南面是東鄉池，以北是南谷和上橋津

羽合町東西長約6公里，南北則是3公里左右，整體面積達12.22平方公里，其中545公頃是農地，163.4公頃是住宅用地，137公頃是道路，134公頃是森林，86公頃是水體，地形上分為馬之山的丘陵性山地、羽合平原、海岸砂丘地和東鄉池，東北部是馬之山，東南部是東鄉池，南部是羽合平原，北部是北條砂丘，整體地質以花崗岩為基礎，地質上分為東北山地、砂丘地、羽合平原和田後山四個地區。首先，東北山地就是馬之山一帶，以白堊紀時的花崗岩為基礎，往上分別是鉢伏山和御冠山的安山岩，安山岩之上則是洪積世時的火山灰、暗色土、紅和青灰色粘土等等。其次，砂丘地表面是沖積世的海成砂，往下是同時期的運積土，再往下是洪積世時的運積土，已知最底層是第三紀時的火山岩類安山岩。其三，羽合平原表面是夾雜大量卵石、沙、淤泥、粘土、貝類和腐爛植物等的沖積層，往下是洪積層，已知最底層為花崗岩。最後，田後山以橄欖石玄武岩為主體，表面則堆積了火山灰、火山砂和浮岩。
河流方面，羽合町西部是天神川，另一條河流則是起源於東鄉池的橋津川，兩者均往北流入日本海。氣候方面，羽合町最高氣溫是1978年7月的31.6℃，最低氣溫是1977年2月的零下1.8℃，最高平均雨量是1972年的2,424毫米，最低平均雨量是1973年的1,233毫米，平均來說9月下最多雨，積雪大多集中於1月至3月，有紀錄最深的是1977年2月的83厘米，當年的積雪日數長達70天，最少則是1976年2月，該月未曾積雪，當年積雪日數也僅26天。
| 羽合町水下觀測所                         | 羽合町水下觀測所 | 羽合町水下觀測所 | 羽合町水下觀測所 | 羽合町水下觀測所 | 羽合町水下觀測所 | 羽合町水下觀測所 | 羽合町水下觀測所 | 羽合町水下觀測所 | 羽合町水下觀測所 | 羽合町水下觀測所 | 羽合町水下觀測所 | 羽合町水下觀測所 | 羽合町水下觀測所 |
| 月份                                     | 1月              | 2月              | 3月              | 4月              | 5月              | 6月              | 7月              | 8月              | 9月              | 10月             | 11月             | 12月             | 全年             |
| ---------------------------------------- | ---------------- | ---------------- | ---------------- | ---------------- | ---------------- | ---------------- | ---------------- | ---------------- | ---------------- | ---------------- | ---------------- | ---------------- | ---------------- |
| 平均高温 °C（°F）                        | 7.1 (44.8)       | 7.4 (45.3)       | 10.5 (50.9)      | 17.1 (62.8)      | 21.7 (71.1)      | 24.2 (75.6)      | 29.0 (84.2)      | 29.5 (85.1)      | 25.8 (78.4)      | 20.7 (69.3)      | 15.0 (59.0)      | 10.3 (50.5)      | 18.2 (64.8)      |
| 平均低温 °C（°F）                        | 0.9 (33.6)       | 0.8 (33.4)       | 2.4 (36.3)       | 7.3 (45.1)       | 12.1 (53.8)      | 17.2 (63.0)      | 22.1 (71.8)      | 22.2 (72.0)      | 18.1 (64.6)      | 12.1 (53.8)      | 7.6 (45.7)       | 3.3 (37.9)       | 10.5 (50.9)      |
| 平均降水量 mm（）                        | 182 (7.2)        | 177 (7.0)        | 116 (4.6)        | 100 (3.9)        | 83 (3.3)         | 160 (6.3)        | 173 (6.8)        | 167 (6.6)        | 215 (8.5)        | 125 (4.9)        | 168 (6.6)        | 160 (6.3)        | 1,826 (71.9)     |
| 平均降水天数                             | 16.1             | 13.9             | 14.2             | 13.0             | 11.9             | 14.4             | 15.7             | 14.8             | 15.1             | 12.1             | 12.8             | 17.3             | 171.3            |
| 月均日照時數                             | 106.2            | 114.1            | 177.9            | 205.2            | 240.9            | 207.5            | 256.5            | 247.3            | 194.4            | 172.9            | 127.2            | 112.1            | 2,162.2          |
| 来源：《新修羽合町史》（1970年至1978年） |                  |                  |                  |                  |                  |                  |                  |                  |                  |                  |                  |                  |                  |

## 歷史
在天神川附近曾經出土繩紋時代的壺的碎片和彌生土器，也有日本國史跡橋津古墳群和出土埴輪為重要文化財的長瀨高濱遺跡等古墳時代的遺跡。此外，羽合町推測是《和名類聚抄》中的「河村郡河村鄉」，估計河村郡家原本位於此地，一帶也有條里制的痕跡。在莊園時期，羽合町大部分地區屬於松尾神社領東鄉莊，田後屬於河村郡西鄉，長瀨則屬於久米郡北條鄉，羽合町的名稱便是起源於正嘉2年11月（1258年11月27日至12月26日）的《東郷莊下地中分繪圖》中的地名伯井田，其後在收錄於早稻田大學所藏文書中，估計為天正8年7月8日（1580年8月18日）的《吉川元春書狀》中稱為「羽合田」。

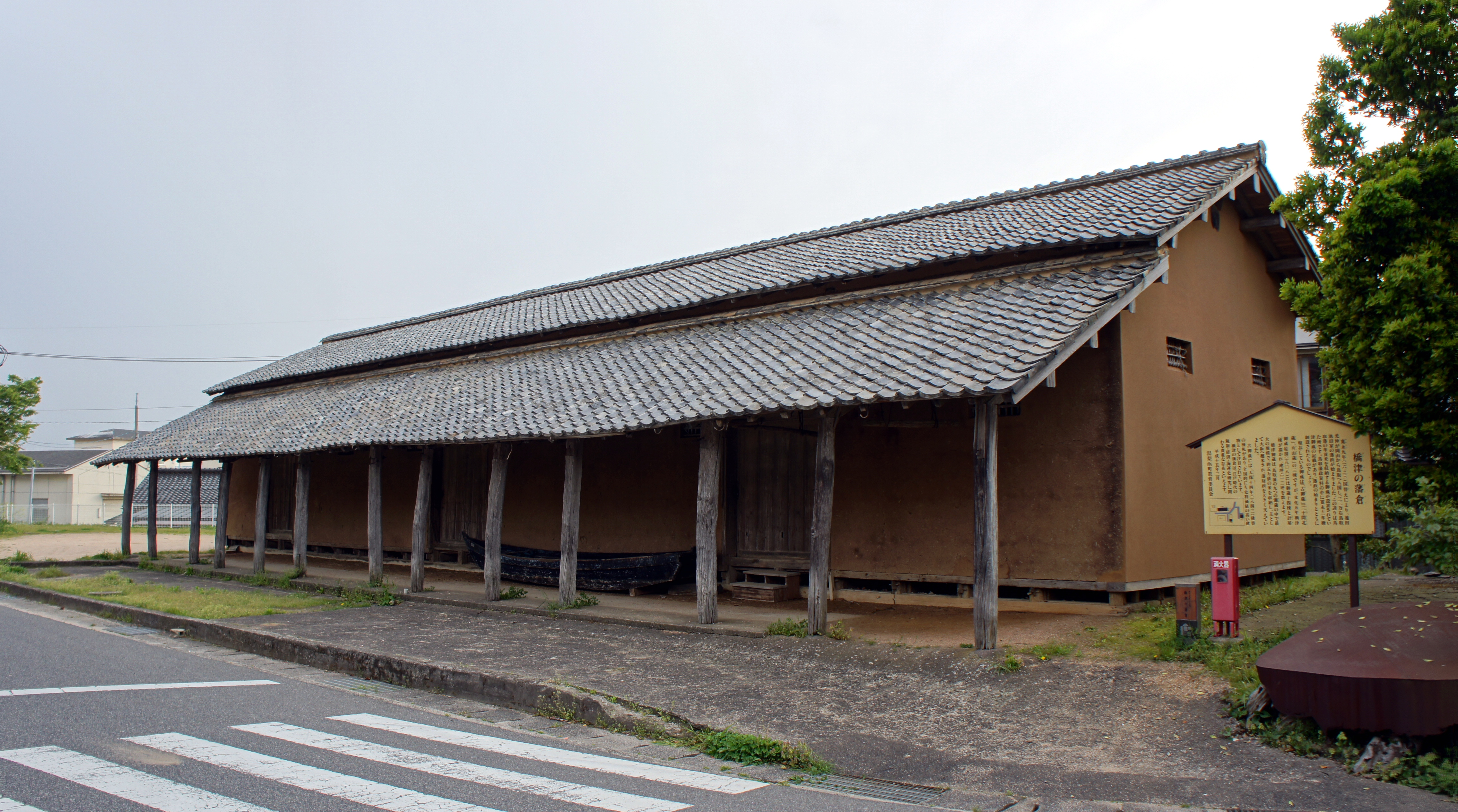
橋津藩倉

進入室町時代後，山名氏和其被官對東鄉莊進行押領，導致當時羽合町一帶成為以羽衣石城為據點的南條氏的勢力範圍，南條氏在大永4年5月（1524年6月2日至7月1日）一度被尼子氏驅逐，不過隨著尼子氏在永祿9年（1566年）沒落後又重歸羽衣石城，並且展開開始對東伯耆以至伯耆國的統治。天正7年（1579年），南條氏由於靠攏織田氏而遭到吉川元春攻擊，最終棄城而逃，其後元春在天正9年（1581年）時於馬之山與羽柴秀吉對峙。本能寺之變爆發後，南條元續在秀吉的舉薦下就任伯耆守，羽合町當時的範圍也作為河村郡的一部分成為其領地。關原之戰爆發時，元續之子南條元忠作為西軍參戰而戰敗後，伯耆改由中村一忠入主。元和3年（1617年），羽合町當時是池田光政領，在寬永9年（1632年）時與池田光仲交換領地後，直至幕末為止均是鳥取藩領。正保2年（1645年），鳥取藩在當時的湊村（現橋津）設置橋津藩倉，儲藏來自河村郡79村以及久米郡31村的一萬七千石米，其後在慶安4年正月18日（1651年3月9日）又於橋津設置宿站，承應4年正月（1655年2月7日至3月7日）則在長瀨設置宿站。萬延元年12月20日（1861年1月30日），羽合爆發稱為玉屋騷動的百姓一揆。文久3年（1863年），鳥取藩在橋津設置台場（即後來的日本國史跡橋津台場跡 ）。
廢藩置縣後，羽合町當時屬於鳥取縣。明治5年1月14日（1872年2月22日），鳥取縣實施區制，除了宇野村屬於51區外，羽合町當時各村均屬於52區，翌年引入大區小區制後，河村郡屬第九大區，宇野村被劃入至其中的小一區，其餘各村則是小二區。1876年8月21日，鳥取縣一度併入至島根縣，1881年9月12日，原本的因幡國和伯耆國才獨立成為鳥取縣。其後在聯合戶長役場制度下，羽合町當時各村組成第二聯合。1889年10月1日，《町村制》開始在鳥取縣實施，橋津村、長瀨村和淺津村成立，1891年10月23日，宇野村從橋津村獨立。1896年4月1日，河村郡、久米郡和八橋郡合併成東伯郡。其後在昭和大合併的背景下，宇野、橋津、淺津、長瀨、舍人、東鄉松崎、花見、上井、上北條、中北條、下北條和泊等十二町村作為「北溟」地區開始摸索合併，關係較接近的橋津村、長瀨村、淺津村和宇野村在1952年12月15日成立地區合併委員會，最初原定於1953年5月5日合併，後來改為在4月1日合併成羽合町。
1956年10月5日，大字田後字森、大樋之口、長砂、大河下和沖河原的部分地區併入至倉吉市，字背戶和小砂子的部分地區則併入至北條町，相對地倉吉市大字清谷字淵之上、森、大字大塚字下沖、野島、十左衛門田和北條町大字江北字左右田的部分地區劃入羽合町。1959年9月27日，羽合町獲指定為《災害救助法》適用地區。1960年7月29日，大字久留字古道下的部分地區劃入大字長瀨字二之千石。1962年11月1日，羽合町的大字和小字區域作出大幅更動。1964年5月1日，羽合町與東鄉町的邊界有所動，同年6月23日填海得來的土地正式劃入大字上淺津字宮之本，同年7月4日與倉吉市的邊界有所改動。1966年1月14日，羽合町的大字和小字區域作出大幅更動，同年8月9日再度大幅改動，1970年6月16日再次更動。1973年10月19日，確認大字上淺津字四之屋敷、中島和二之屋敷有新土地，翌日四之屋敷和中島的新土地劃入至四之屋敷，二之屋敷的新土地也劃入二之屋敷，1976年1月31日，大字宇野的小字有所變動，同年12月10日在大字上淺津字二之屋敷和中島確認的新土地劃入至二之屋敷，1981年1月9日在大字上淺津字二之屋敷確認的新土地劃入至二之屋敷。1985年8月20日，羽合町新設、改動和廢除部分小字。1996年11月17日，由於羽合町在日語讀音中與美國夏威夷州夏威夷縣的名稱相同而結為姊妹城市。2000年4月28日，大字長瀨字流田改屬大字田後，字三實改屬大字上淺津，大字上淺津字宮之本、二之宮之本、明德、稻平、三之餅坪和二之濱田改屬新設的大字羽合溫泉，字雨龍土、石指和濱田則是部分地區劃入大字羽合溫泉。2001年10月1日，羽合町、東鄉町和泊村成立東鄉湖周地域合併協議會，其後在2004年10月1日合併成湯梨濱町。

## 政治和宗教
在日本眾議院選舉中，羽合町在中選區制時期屬於鳥取縣全縣區，在第27屆日本眾議院議員總選舉中，有效選票是4,140票，投票率達89.55%，高於鳥取縣平均投票率的82.32%。改制至小選舉區制和比例代表制後，羽合町作為東伯郡的一部分屬於鳥取縣第1區以及中國比例代表區，鳥取1區的議員是自由民主黨的石破茂。在日本參議院選舉中，羽合町屬於鳥取縣選舉區，在第10屆日本參議院議員通常選舉中，男女投票率分別是90.35%和89.87%，有效選票是4,133票，石破二朗取得最多的2,463票當選。地方選舉方面，在1987年4月12日舉行的鳥取縣知事選舉中，羽合町的男女投票率分別是90.37%和90.25%，有效選票是4,504票，西尾邑次取得最多的3,874票當選，而在同日舉行的鳥取縣議會選舉中，羽合町的男女投票率分別是90.33%和95.25%，有效選票是4,546票，橫山春吉雖然取得最多的2,036票，不過落選。
地方議會方面，羽合町議會最初採用小選舉區制，分為長瀨（9席）、淺津（6席）、橋津（4席）和宇野（3席），在1953年4月30日舉行第一屆選舉，1961年4月7日改行大選舉區制，議席減少至18席，1986年6月減至16席，2003年12月1日時的議席是12席。地方首長方面，首任町長是秋田義治，其後按順序是故島賢市、秋田彌太郎和湯村良章，湯村在第三度參選時，以兩票之差擊敗吉田正義當選，吉田在1990年12月14日向羽合町選舉管理委員會表示質疑選舉結果，其後在1991年1月11日被判敗訴，不過他在同年1月24日再上訴至鳥取縣選舉管理委員會，在同年4月30日，鳥取縣選管會指兩者為同票，因此裁定湯村當選無效，最終在1992年3月24日，兩人於抽籤後由湯村當選，末任町長是井上正直。
羽合的鄉社是位於橋津字宮之上的湊神社、村社是位於南谷字谷的的北野神社、下淺津字北屋敷的梶屋神社、羽合溫泉字宮之本的宮本神社、長瀨字宮之前的長瀨神社以及田後字西屋敷的田後神社。此外，在宇野字東屋也建有宇野神社等等。佛寺方面，羽合有兩座淨土真宗本願寺派寺廟，分別是位於下淺津的香寶寺和長瀨的勝福寺，真宗大谷派、淨土宗和日蓮宗則各有一座寺廟，分別是位於宇野的安樂寺、橋津的西蓮寺以及實相寺。

## 人口和經濟
| 統計年度 | 長瀨  | 久留 | 水下 | 田後  | 上淺津       | 上淺津     | 下淺津 | 南谷 | 光吉 | 橋津 | 上橋津 | 赤池 | 宇野 | 參考資料 |
| -------- | ----- | ---- | ---- | ----- | ------------ | ---------- | ------ | ---- | ---- | ---- | ------ | ---- | ---- | -------- |
| 1995年   | 1,799 | 495  | 189  | 1,125 | 1,384        | 1,384      | 369    | 305  | 172  | 723  | 93     | 55   | 551  | [ 55 ]   |
| 2000年   | 1,898 | 523  | 206  | 1,658 | 羽合溫泉 487 | 上淺津 866 | 338    | 303  | 178  | 692  | 87     | 66   | 465  | [ 56 ]   |

羽合町的財政力指數是0.27。人口方面，羽合町早年的人口受到日本戰後經濟奇蹟影響，人口逐漸從農村流向市區而減少，從1955年高峰的7,952人減至1975年最少的6,538人，不過後來受到掉頭現象和居住環境改善，家族集體遷入的情況逐步增加，戶數也呈增加傾向，1955年時僅1,576戶，1990年時則增至1,947戶，老年人口也從約10%增至19.4%。此外，羽合町女性人口也比男性多，以1990年為例，男性人口是3,340人，女性人口則是3,763人，按工作種類區分，羽合町有498人從事農業，5人從事林業，27人從事漁業，5人從事礦業	454人從事建造業，648人從事製造業，31人從事電力、煤氣、供熱和供水業，182人從事運輸和通信業、722人從事批發、零售和飲食業	71人從事金融和保險業，14人從事不動產業，1,220人從事服務業，另有138人是公務員，4人則從事無法分類的工作。
金融機構方面，鳥取中央農業協同組合在久留設有分店，其前身是由1948年3月31日成立的長瀨農協、淺津農協、同年4月1日成立的宇野農協以及4月12日成立的橋津農協在1972年4月1日組成的羽合町農協，羽合町農協在1998年2月1日與倉吉市農協、泊村農協、東鄉町農協、三朝町農協、關金町農協、北條町農協、大榮町農協、赤碕町農協合併成鳥取中央農業協同組合。此外，日本郵政在久留、橋津和上淺津分別設有羽合長瀨郵局、羽合郵局和上淺津簡易郵局，山陰合同銀行和倉吉信用金庫則在田後設有分店。

## 教育和交通

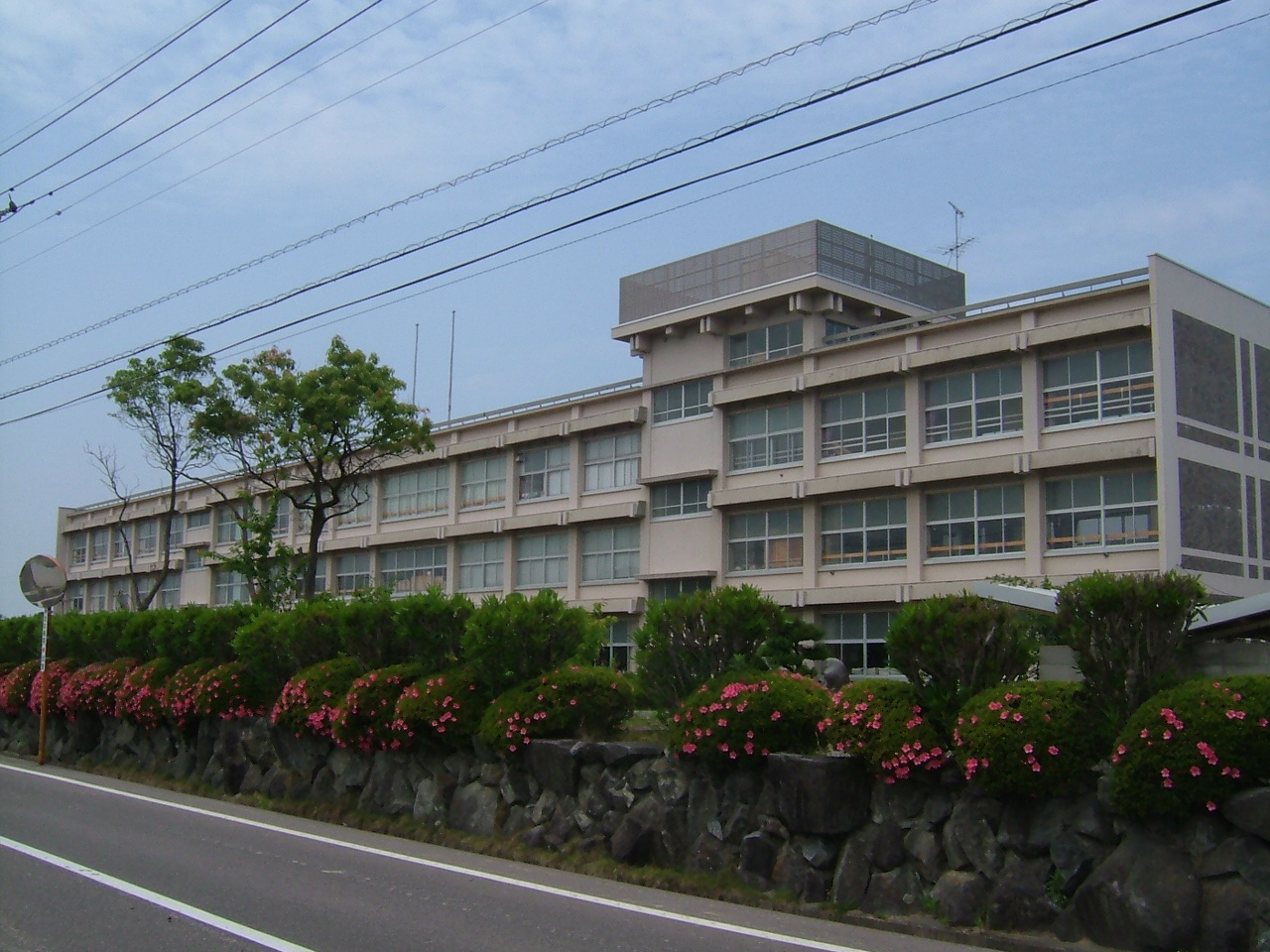
北溟中學校

學前教育方面，羽合町原本設有五家保育園，其後在1981年4月4日於久留的羽合町役場舊址開設羽合幼稚園。初等教育方面，羽合町設有前身為長瀨小學校和宇野小學校的羽合西小學校，以及前身為橋津小學校和淺津小學校合併而成的羽合小學校的羽合東小學校。中等教育方面，羽合町設有前身為羽合中學校的北溟中學校。交通方面，羽合町有高速自動車國道並行一般國道自動車專用道路青谷羽合道路、國道9號、國道179號、鳥取縣道185號東鄉湖線、鳥取縣道199號上淺津田後線、鳥取縣道200號長和田羽合線、鳥取縣道234號東鄉羽合線以及鳥取縣道248號長江羽合線等公路，公共交通則有日本交通經營的巴士路線。

## 外部連結
- . 東鄉湖周地域合併協議會 （日语）.
- 羽合町史編纂委員會 (编). . . 鳥取縣東伯郡羽合町教育委員會. 1967-10-01. NCID BN12406551 （日语）.
- 羽合町史編纂委員會 (编). . . 鳥取縣東伯郡羽合町教育委員會. 1976-06-01. NCID BN12406551 （日语）.
- 羽合町史編纂委員會 (编). . 羽合町. 1994-01. NCID BN10713491 （日语）.